# Char Us Nuur
Der Char Us Nuur (mongolisch Хар Ус нуур, Schwarzwassersee) ist ein großer Süßwassersee im Westen der Mongolei. Er liegt im Norden des Chowd-Aimag östlich der Stadt Chowd. Der See liegt etwa 1160 m über dem Meeresspiegel, die Wasserfläche bedeckt 1486 Quadratkilometer. Die tiefste Stelle des Sees ist lediglich 4,5 m tief. Der größte Zufluss ist der Fluss Chowd Gol, der an der Mündung in den See ein Delta bildet.

## Nationalpark Char Us Nuur
Um den See herum liegt der Nationalpark Char Us Nuur. Er wurde im Jahr 1997 auf Empfehlung des WWF gegründet und umfasst eine Fläche von 8500 Quadratkilometern. Er beherbergt bedrohte Arten, wie das Altai-Riesenwildschaf, den Sibirischen Steinbock, den Schneeleoparden und den Schwarzstorch. Darüber hinaus schützt der Park eines der wichtigsten Feuchtgebiete der Mongolei, das über 200 verschiedenen Vogelarten als Rastplatz dient.